# Starcom (Zeichentrickserie)
StarCom (engl. StarCom:The U.S.-Space force) ist eine US-amerikanische Zeichentrickserie aus dem Jahre 1987. Basierend auf der Serie wurde eine Spielzeugreihe aus motorisierten Playsets und Figuren entwickelt.

## Handlung
Die ruchlosen Mitglieder des durchweg böswilligen Kampfverbandes Shadow Force versuchen, unter dem Kommando ihres Anführers Imperator Dark, den Kosmos unter ihr Joch zu zwingen. Dem entgegen stehen die Piloten der StarCom-Einheiten, allen voran Held und Pilot James „Dash“ Deringer. Neben dem fokussierten Heroen selbst bemühten sich zahlreiche Waffenbrüder an dessen Seite um die Rettung der Galaxis, darunter auch dessen unmittelbare Verwandtschaft. Neben Dash selbst zählten auch John „Slim“ Griffin, dessen Nichte, sowie Colonel „Crowbar“ Corbin und der Admiral Franklin Brinkley hier zu den Verteidigern.

### Roboter-Drohnen
Die sogenannten Roboter-Drohnen sind humanoide, etwa zwei Meter große Roboter, die den größten Teil der Shadow Force ausmachen. Erfunden wurden sie von Emperor Dark. Die Drohnen verfügen über eine künstliche Intelligenz, die es ihnen ermöglicht, im Rahmen ihres Aufgabenbereichs selbsttätig zu handeln. Sie sehen über ein Display, das sich in Augenhöhe befindet. Beim Aktivieren der Drohnen, wenn sie Befehle oder Daten verarbeiten, zielen oder etwas analysieren, erscheinen auf dem Display Symbole. Kommunikation findet verbal über einen Stimmsynthesizer statt, der sich in Mundhöhe am Kopf befindet, darüber hinaus kommunizieren sie auch über integrierte Funkgeräte miteinander. Jede Drohne verfügt über einen integrierten Laser, der aus der Handfläche des rechten Armes abgefeuert wird, da dies jedoch die interne Energieversorgung belastet benutzen die Drohnen generell Laserpistolen und -gewehre. Anstatt einer Hand mit fünf Fingern haben die Drohnen drei fingerähnliche Flächen, die es ihnen ermöglichen, alle möglichen Geräte zu bedienen. In den Füßen befinden sich Elektromagnete, die zum Beispiel Bewegungen auf einem Raumschiffrumpf im All ermöglichen. Ranghöchste Roboterdrohne und de facto der Befehlshaber ist General Torvek.

## Produktion und Veröffentlichung
Die Serie wurde 1987 von DIC Enterprises und Coleco Industries unter der Regie von Marek Buchwald produziert. Die Musik produzierten Shuki Levy und Haim Saban.
In den USA wurde die Serie vom 20. September bis zum 13. Dezember 1987 durch verschiedene Sender über Syndication von Access Syndication ausgestrahlt. Ab dem 1. Februar 1991 strahlte Tele 5 die Serie in Deutschland aus.

## Synchronisation
| Rolle             | englischer Sprecher |
| ----------------- | ------------------- |
| John Griffin      | Philip Akin         |
| Paul Corbin       | Robert Cait         |
| James Derringer   | Rob Cowan           |
| Romak             | Louis Di Bianco     |
| Franklin Brinkley | Don Francks         |

## Actionfigurenreihe und Playsets

Power Deployment des Shadow Parasite Enemy Attack Fighter

Die StarCom-Actionfigurenreihe bestand aus etwa 5,5 cm großen Actionfiguren. Köpfe, Gliedmaßen und Kniegelenke waren beweglich. Zudem waren diverse Fahrzeuge und Playsets erhältlich. Als Besonderheit ist bei dieser Reihe die sogenannte Magna-Lock-Funktion zu erwähnen. In den Sohlen jeder Figur, sowie in Fahrzeugen (z. B. Unterseite der Shadow Parasite) waren Magnete eingebracht. So konnten die Figuren auf Fahrzeugen und Playsets stehen und Fahrzeuge mit Greifer konnten z. B. Container heben. Außerdem verfügen fast alle Fahrzeuge über das Power Deployment-System. Das bedeutet, dass alle Fahrzeuge irgendwelche Funktionen ausführen können, zum Beispiel das Entfalten des Fahrzeuges nach dem Transport. Dies funktioniert rein mechanisch ohne Batterien. Hersteller dieser Serie war Mattel / Coleco.